# Mª Merced Virginia Sanz Sanz
Mª Merced Virginia Sanz Sanz (Llombai, Valencia, 24 de septiembre de 1925 - Madrid, 11 de septiembre de 2021) fue una historiadora del arte española. Profesora de Historia del Arte de la Universidad Complutense de Madrid (1979-1994) y directora del archivo de la Fundación Lázaro Galdiano.

## Biografía
Nació en la localidad valenciana de Llombai, el 24 de septiembre de 1925. Estudió Filosofía y Letras en la Universidad de Valencia, donde obtuvo Premio Extraordinario de Licenciatura y el Premio Nacional Fin de Carrera en 1949. Fue becaria del Instituto Valenciano de Estudios Históricos del C.S.I.C. (1947-49). 
Realizó estudios de canto en el Conservatorio de música de Valencia. En 31 de diciembre de 1955 contrajo matrimonio con Francisco José León Tello, con quien compartió su vida intelectual y con quien colaboró en algunas de sus publicaciones. Tuvieron seis hijos que también se dedicaron a actividades académicas en diversas áreas del conocimiento.
Hasta 1970 fue Profesora Ayudante de la Facultad de Filosofía y Letras de la Universidad de Valencia. Además, trabajó en el colegio de segunda enseñanza Domus. 
Obtuvo el grado de doctor con la tesis titulada "La teoría española de las artes plásticas en el siglo XVIII: tratados de pintura", defendida en la Universidad Autónoma de Madrid, en 1978. En la investigación contextualiza la actitud estética de los tratadistas españoles de pintura del siglo XVIII en relación con otros autores europeos de la época y determina las fuentes de sus escritos. Además, estudia la aportación a la teoría de la belleza y al concepto de la pintura, a la teoría de la imitación y de la expresión en el arte, y a la teoría de la contemplación. En una segunda parte analiza las teorías estéticas y técnicas de: Antonio Palomino, Juan Interian de Ayala, Gregorio Mayans, Rafael Mengs, José Nicolás de Azara, Esteban de Arteaga, Vicente Requena, Pedro García de la Huerta, Francisco Preciado de la Vega y Diego Antonio Rejón de Silva.
Estuvo vinculada a la Universidad Complutense de Madrid entre 1970 y 1997: entre 1970-1985 fue Profesora Ayudante y Encargada de Curso de la Facultad de Filosofía y Letras, impartió Estética y Teoría de las Artes Plásticas en el Departamento de Historia del Arte. Desde el curso 1978-79 hasta 1985 impartió Sociología del Arte y, en los cursos 1982-83 y 1984-1985 también fue docente de la asignatura de Historia del Cine.
En 15 de marzo de 1986 fue nombrada Profesora Titular de la Universidad Complutense de Madrid, posición desde la que se encargó de las asignaturas de Teoría de las Artes Plásticas e Historia del Pensamiento estético hasta su jubilación en 1996. Fue la primera profesora Titular de la Universidad Complutense nombrada Profesora Emérita (Junta de Gobierno celebrada el día 22 de abril de 1991). Hasta 1997 continuó su docencia en el programa de doctorado e impartiendo Fuentes del Arte en la Estética Moderna.  
Compaginó la actividad universitaria con la dirección del Archivo del Museo Lázaro Galdiano (1974-1996) que organizó y puso a disposición de los investigadores. Además, recopiló y publicó un estudio de la bibliografía del catedrático de Historia del Arte y escritor, José Camón Aznar, primer director de este Museo.

## Obras principales
Entre sus publicaciones destacan los siguientes libros:
- Sanz Sanz, María Merced Virginia, Bibliografía de José Camón Aznar. Publicaciones desde 1925 a 1984, Zaragoza, Museo e Instituto de Humanidades Camón Aznar, 1998.
- Sanz, M. Virginia, «Algunas representaciones del árbol de Jesé durante el siglo XVI en Sevilla y su antiguo Reino», en Cuadernos de Arte e Iconografía, tomo 2, núm. 4, 1989, pp. 120-127.
- León Tello, Francisco José León y María M. Virginia Sanz Sanz, La teoría de la belleza y del arte desde el romanticismo a las vanguardias, Madrid, Tecnovic Arte Gráf., 1998.
- León Tello, Francisco José León y María M. Virginia Sanz Sanz, Estética y teoría de la arquitectura en los tratados españoles del siglo XVIII, Madrid, Editorial CSIC, 1994.[14]
- Sanz Sanz, María Merced Virginia, "Docencia y titulación en las Reales Academias. Control académico en la construcción", Anales de Historia del Arte, vol. 2, 1990, pp. 155-178.
- Sanz Sanz, María Merced Virginia, "La teoría española de la pintura en los siglos XVI y XVII", Cuadernos de arte e iconografía, tomo 3, núm. 5, 1990, pp. 93-116.
- Sanz Sanz, María Merced Virginia, "El concepto de arquitectura en los tratados españoles del siglo XVIII", Archivo de arte valenciano, núm. 65, 1984, pp. 3-6.
- León Tello, Francisco José y María Virginia Sanz Sanz, Tratadistas españoles del arte en Italia en el siglo XVIII, Madrid, Universidad Complutense, Departamento de Estética de la Facultad de Filosofía y Ciencias de la Educación, 1981.
- León Tello, Francisco José y María M. Virginia Sanz Sanz, Tratados neoclásicos españoles de pintura y escultura, Madrid, Universidad Autónoma, Departamento de Estética, 1980.
- León Tello, Francisco José y María M. Virginia Sanz Sanz, La teoría española de la pintura en el siglo XVIII: El tratado de Palomino, Madrid, Universidad Autónoma de Madrid, 1979.
- León Tello, Francisco José y María M. Virginia Sanz Sanz, La estética académica española en el siglo XVIII, Valencia, Servicio de Estudios Artísticos. Institución Alfonso el Magnánimo. Diputación Provincial de Valencia, 1979.
- Sanz Sanz, María Merced Virginia, "Un breve tratado de pintura anónimo y manuscrito del siglo XVIII", Goya: Revista de arte, núm. 145, 1978, pp. 23-27.
- León Tello, Francisco José y María M. Virginia Sanz Sanz, Introducción a la Teoría de la música. Valencia, Imprenta Nacher, 1972.
- León Tello, Francisco José y María M. Virginia Sanz Sanz, Introducción a la historia de la música europea, Valencia, Imprenta Nacher, 1972.
- León Tello, Francisco José y María M. Virginia Sanz Sanz, Historia crítica de la Música, Valencia, 1950.
- León Tello, Francisco José y María M. Virginia Sanz Sanz, Estética y teoría de la Música, Valencia, 1950.